# Ritratto d'uomo detto "Principe moscovita"
Il Ritratto d'uomo detto "Principe moscovita" è un dipinto a tempera su tavola (54x40 cm) realizzato fra il 1430-1440ca. dal pittore italiano Michele Giambono e conservato a Palazzo Rosso dei Musei di Strada Nuova a Genova.

## Storia e attribuzione
La complessa vicenda attributiva del dipinto ha origine da un improbabile accostamento a Leonardo Da Vinci registrato nell'inventario del XVII secolo della collezione veneziana del pittore fiammingo Nicolas Régnier. La tavola fu successivamente acquisita dal nobile genovese Giuseppe Maria Durazzo, suscitando in seguito diverse ipotesi attributive che includono Giovanni Bellini e Gentile da Fabriano. Fu donata nel 1874 al comune di Genova dalla Duchessa di Galliera Maria Brignole-Sale De Ferrari.
L'attribuzione a Pisanello consolidatasi agli inizi del Novecento e difesa dalla storica dell'arte genovese Caterina Marcenaro, trovò consenso tra alcuni critici, ma fu poi contestata da Luciano Cuppini, allievo di Roberto Longhi, il quale preferì assegnarla al Giambono. Il contributo di Boskovits nel 1999 ha rimesso in discussione sia l'identità del personaggio ritratto, suggerendo che potrebbe non trattarsi un nobile ungherese come invece ipotizzato dalla Marcenaro, sia l'attribuzione riproponendo invece Gentile da Fabriano.

## Descrizione
La tavola ritrae un uomo a mezzo busto, collocato di profilo verso destra su uno sfondo uniformemente verde. Indossa una sontuosa veste di velluto broccato, decorata con un motivo a melagrana ornato da lamine d'argento. Un ampio bavero di pelliccia e un cappello rosso rialzato sulla fronte completano l'abbigliamento. L'identità del personaggio è sconosciuta ma Caterina Marcenaro ipotizzò che potesse raffigurare uno dei principi Magiari che visitarono l'Italia nel 1433 per l'incoronazione dell'imperatore Sigismondo di Lussemburgo. La storica dell'arte si riferiva in particolare a Giovanni Hunyadi, padre di Mattia Corvino, che aulla metà del quarto decennio del XV secolo fu al servizio di Filippo Maria Visconti